# Pediasia phrygius
Pediasia phrygius là một loài bướm đêm trong họ Crambidae.